# Marcación por tonos

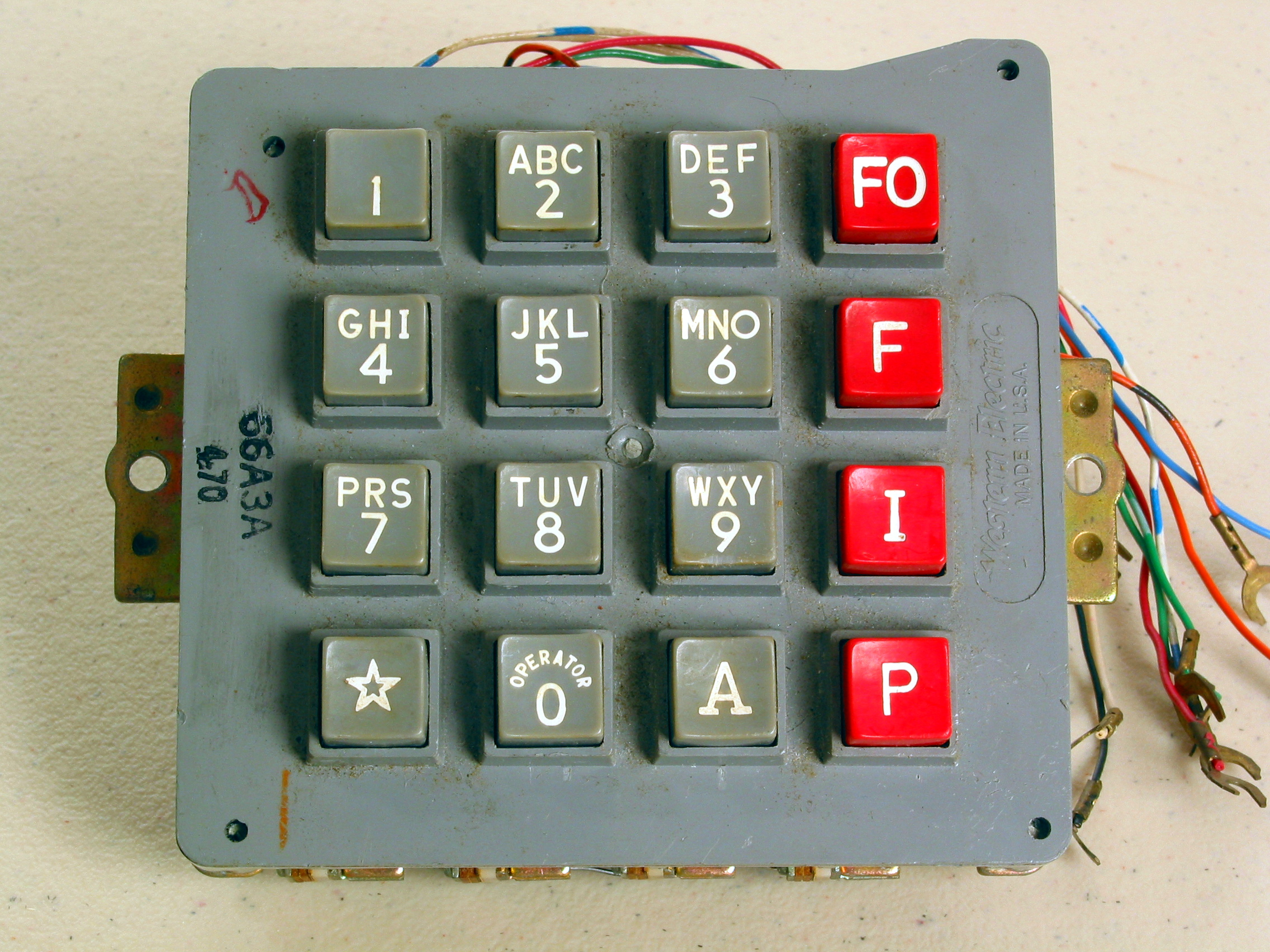
Uno de los pocos teclados multifrecuenciales de 16 teclas, de un equipo del desaparecido sistema militar estadounidense Autovon

En telefonía, el sistema de marcación por tonos, también llamado sistema multifrecuencial o DTMF (Dual-Tone Multi-Frequency) es usado para la señalización de telecomunicaciones sobre líneas telefónicas analógicas en la banda de frecuencia vocal entre teléfonos u otros equipos de comunicaciones y la central telefónica. La versión de DTMF utilizada en los teléfonos de teclado para el discado, es conocida como Touch-Tone la cual fue desarrollada por Western Electric y usada comercialmente por Bell System, usando ese nombre como marca registrada.  El sistema DTMF es estandarizado por UIT-T según la Recomendación Q.23. La marcación por tonos, se conoce en el Reino Unido como MF4.

## Historia
En 1948, Western Electric realizó una serie de pruebas modificando uno de los aparatos telefónicos de Bell Labs con un teclado de diez pulsadores dispuestos en dos filas. Al pulsar cualquiera de las teclas, se producían dos tonos por cada dígito, de seis tonos posibles. El experimento se basó en un diseño de Bell realizado en 1941 y que fuera abandonado durante la Segunda Guerra Mundial. Los tonos usados en este equipo, también fueron usados como señalización entre los distintos proveedores de telefonía estadounidenses. 35 equipos de este tipo fueron instalados ese año en las viviendas de igual número familias de empleados de Bell en la ciudad de Media, pero los equipos no eran lo suficientemente robustos y estables para su uso.
En enero de 1960, el ingeniero austríaco residenciado en Estados Unidos, Leo Schenker (1922-2014) propuso en la revista técnica Bell System Technical Journal un sistema de codificación para las llamadas desde teléfonos de teclado en base al sistema de dos grupos de frecuencias de voz, que es el sistema que se usa en la actualidad. Otros prototipos de teléfonos de teclado fueron probados desde 1955, hasta que en noviembre de 1963
Western Electric empezó a vender su teléfono modelo 1500 basándose en las ideas de Leo Schenker. El servicio de marcación por tonos fue iniciado el 18 de noviembre de 1964 en las ciudades de Carnegie y Greensburg del estado de Pensilvania cobrando a los usuarios un cargo adicional. En 1968, Western Electric reemplazó el modelo 1500 por el 2500 en el cual fueron incluidas las teclas correspondientes a los símbolos numeral (#) y asterisco (*), como un requisito para servicios de valor añadido y de datos. Posteriormente, Western Electric presentó el modelo 2500 para uso del sistema  Autovon (sigla de AUTOmatic VOice Network, Red de voz automática) de las Fuerzas armadas de los Estados Unidos. Este modelo incorporó 4 teclas más que no son de uso estandarizado a nivel mundial.
El sistema tardó en imponerse fuera de Estados Unidos y no sería sino en 1988 cuando las empresas proveedoras de telefonía básica de Suramérica comenzaron a instalar teléfonos de teclado para uso público. La empresa venezolana CANTV, después de su reprivatización en 1992, instaló teléfonos residenciales fabricados por su extinta filial de manufactura MAPLATEX con marcación con pulsos y tonos, aunque antes de 1986 algunas tiendas vendían al público teléfonos con teclado. Incluso, fueron fabricadas a pedido de las empresas de telefonía, placas de circuito impreso que permitían el uso de la marcación por tono en centrales telefónicas adecuadas para el sistema de marcación decádica por pulsos. Las modernas centrales telefónicas de conmutación digital, no necesitan de estas placas, ya que admiten la conexión de terminales telefónicos con ambos tipos de marcación.

## Teclas especiales (A, B, C, D, E, F, # y *)

Teclado de marcación con tonos con las teclas especiales.

Algunos ingenieros habían previsto que los teléfonos serían utilizados para tener acceso a servicios de datos, lo que condujo a mediados de los años 60 a la adición del signo numeral y de asterisco a los teléfonos de teclado así como, posteriormente, un grupo de teclas para selección de menús etiquetadas como "A", "B", "C" y "D". Esto ocurrió muchos años antes de que las combinaciones de dos teclas de símbolos se usaran ampliamente para los códigos de servicio verticales como *67 en los Estados Unidos de América y Canadá para suprimir el identificador de llamadas. Los teléfonos públicos que aceptan tarjetas de crédito utilizan estos códigos adicionales para enviar la información de la banda magnética.
Las Fuerzas Armadas de Estados Unidos usaron estas teclas especiales, con las etiquetas F0, F, I y P para las letras, A para la tecla numeral y el símbolo "★" (estrella) para la tecla de asterisco, en su ahora extinto sistema telefónico Autovon para indicar la prioridad de una llamada. Hoy en día, los usos en las redes de las teclas A, B, C y D en los teléfonos son pocos, y son exclusivos para el control de la red. Por ejemplo, la tecla A se utiliza en algunas redes para desplazarse por las de diferentes proveedores de telefonía a voluntad (lo que permite escuchar en ese modo otras llamadas). Su uso es, probablemente, prohibido en la mayoría de esas empresas. Los tonos de las teclas A, B, C y D se utilizan en la conexión telefónica por radio y la operación de repetidores de radio para permitir, entre otros usos, el control del repetidor mientras está conectado a una línea telefónica activa, por parte de los radioaficionados.
Los tonos de señalización DTMF también se pueden escuchar al comienzo o al final de algunas cintas de casete VHS (Video Home System), ya que la información sobre la versión maestra de la cinta de vídeo fue codificada con una secuencia de dichos tonos. Este código proporciona información a las máquinas de duplicación automática, como el formato, la duración y el nivel del audio, con el fin de reproducir lo más fielmente el vídeo original. Los tonos DTMF también han sido utilizados, aún en la actualidad, por las empresas operadoras de televisión por cable para indicar el inicio y la finalización de los puntos de inserción de pautas comerciales locales. Hasta que un mejor equipo de señalización fuera de banda se desarrolló en la década de 1990, las secuencias de tonos DTMF rápidos se escuchaban durante los cortes comerciales de canales por cable en los Estados Unidos y en otros países. Como por ejemplo, hasta fines de 2021, Las Estrellas Internacional en su feed Latinoamérica, usaba tonos DTMF para activar/desactivar la pauta publicitaria y/o conexión/desconexión territorial, utilizando el código 908# para ingresar y el código 908* para salir de la misma.

## Características técnicas

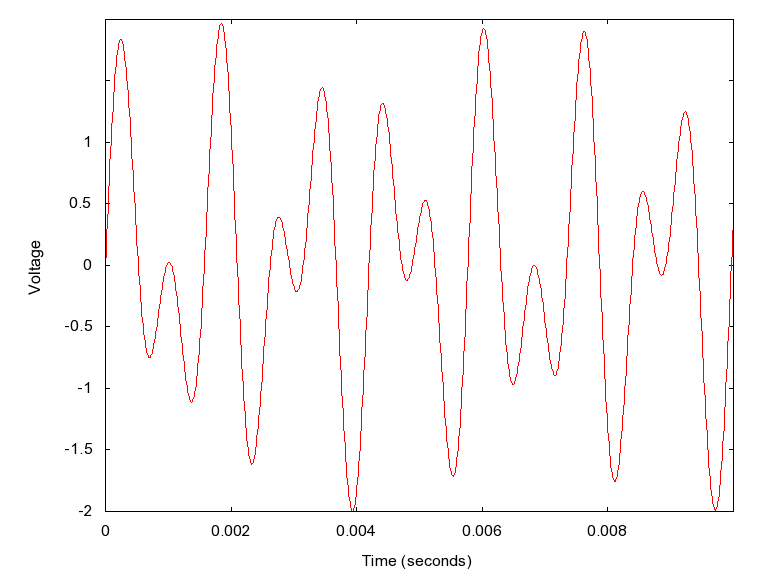
Señal obtenida en un osciloscopio mostrando la combinación de tonos sinusoidales de 1209 Hz y 697 Hz que conforman el dígito "1".

Al ser pulsada en el teléfono la tecla correspondiente al dígito que quiere marcar, se envían dos tonos, de distinta frecuencia: uno por columna y otro por fila en la que esté la tecla, que la central decodifica a través de filtros especiales, detectando qué dígito se marcó.
Respecto a los niveles de las señales en el sistema de marcación por tonos, las tolerancias para las variaciones de frecuencia y los productos de intermodulación admisibles son los siguientes:
1. Cada una de las frecuencias transmitidas puede variar ± 1,8 % de la frecuencia nominal[1]
2. Los productos de distorsión, producidos por intermodulación o por generación de armónicos, deben tener un nivel 20 dB por debajo de los que tienen las frecuencias fundamentales.[1]
3. Al pulsar una tecla, el sonido resultante es la suma de un tono alto (cada uno de los tonos de las columnas del teclado) con uno bajo, teniendo el primero un nivel de 2 dB (25,89 %) respecto del otro para compensar las pérdidas de señal en las líneas de conexión con la central telefónica.[7]

En los equipos de marcación por tonos de la actualidad, circuitos integrados generan estos tonos desde el equipo terminal, consumiendo poca corriente de la red y sustituyendo el sistema mecánico de palancas y luego transistorizado de los primeros diseños de teléfonos de teclado. Este sistema supera al de marcación por pulsos al reducirse la posibilidad de errores de marcado, al no depender de un dispositivo mecánico y en rapidez ya que no hay que esperar tanto tiempo para que la central detecte las interrupciones, según el número marcado. La tabla que a continuación se muestra indica las frecuencias de los tonos por cada fila y columna del teclado de los teléfonos de marcación por tono.
|        | 1209 Hz | 1336 Hz | 1477 Hz | 1633 Hz |
| ------ | ------- | ------- | ------- | ------- |
| 697 Hz | 1       | 2       | 3       | A       |
| 770 Hz | 4       | 5       | 6       | B       |
| 852 Hz | 7       | 8       | 9       | C       |
| 941 Hz | *       | 0       | #       | D       |